# Гюнтер фон Бартенслебен
Гюнтер фон Бартенслебен (на немски: Günther von Bartensleben; * 1405; † 1453) е благородник от род Бартенслебен, господар на дворец Волфсбург в Долна Саксония.
Той е син на Гюнцел VI фон Бартенслебен († 1434) и съпругата му Кунигунда Ганз цу Путлиц (* ок. 1380). Внук е на Гюнцел фон Бартенслебен († 1369) и Гизела.
Брат му Гюнцел VII е домхер в Магдебург, Халберщат и Хилдесхайм, също пропст на Залцведел. Гюнтер е наследник на господството Волфсбург. Той основава заедно с брат си и баща им „капелата Мария“ в Алт-Волфсбург, близо до двореца.
Гюнтер фон Бартенслебен е подчинен на херцог Хайнрих II фон Брауншвайг-Люнебург. Гробният му камък се намира в „капелата Бартенслебен“ в манастир Мариентал.

## Фамилия
Гюнтер фон Бартенслебен се жени ок. 1426 г. за фон Бюлов (* ок. 1407), дъщеря на Ханс фон Бюлов († 1458) и Абеле фон Пенц (* ок. 1415). Те имат две деца:
- Якоб фон Бартенслебен (* ок. 1429; † 1489), женен I. ок. 1454 г. за Анна фон Бортфелд (* ок. 1434), II. ок. 1480 г. за Луция фон Церсен (* ок. 1460)
- Кунигунда фон Бартенслебен (* ок. 1439; † 1501), омъжена ок. 1458 г. за Фриц IV фон дер Шуленбург (* ок. 1430; † пр. 1510)

Гюнтер фон Бартенслебен се жени втори път ок. 1434 г. за София фон Алвенслебен (* ок. 1414; † ок. 1461). Те имат децата:
- Армгард фон Бартенслебен, омъжена за Вернер X фон дер Шуленбург († 9 декември 1494), син на Вернер VIII фон дер Шуленбург († 1445) и Барбара фон Есторф (* ок. 1360)
- Ханс фон Бартенслебен-Волфсбург (* ок. 1440; † пр. 8 април 1486), женен ок. 1466 г. за Армгард фон дер Шуленбург-Бецендорф (* ок. 1447; † сл. 1492), дъщеря на Бусо I фон дер Шуленбург († 1475/1477) и Армгард Елизабет фон Алвенслебен (* ок. 1419)
- Бусо фон Бартенслебен († 17 февруари 1499), женен I. за фон Бовентен, II. за фон дер Асебург
- Гертруд фон Бартенслебен, омъжена за Гюнцел фон Велтхайм